# Espanya (metrostation)
Espanya of Barcelona-Plaça Espanya is een station van de metro in Barcelona. Het ligt onder het Plaça d'Espanya, in tariefzone 1 van de stad Barcelona.
Het station werd geopend in 1926 als onderdeel van de tweede metrolijn van de stad, nu lijn 1. Vanaf dit station rijdt metrolijn 1 in de richting Hospital de Bellvitge (west) en Fondo (oost). Lijn 3 rijdt naar Zona Universitària (west) en Trinitat Nova (oost). Het station is verder eindstation van Lijn 8 naar Molí Nou.
Barcelona-Plaça Espanya is ook overstapstation voor de lijnen S33, S4, S7 en S8 van de FGC.

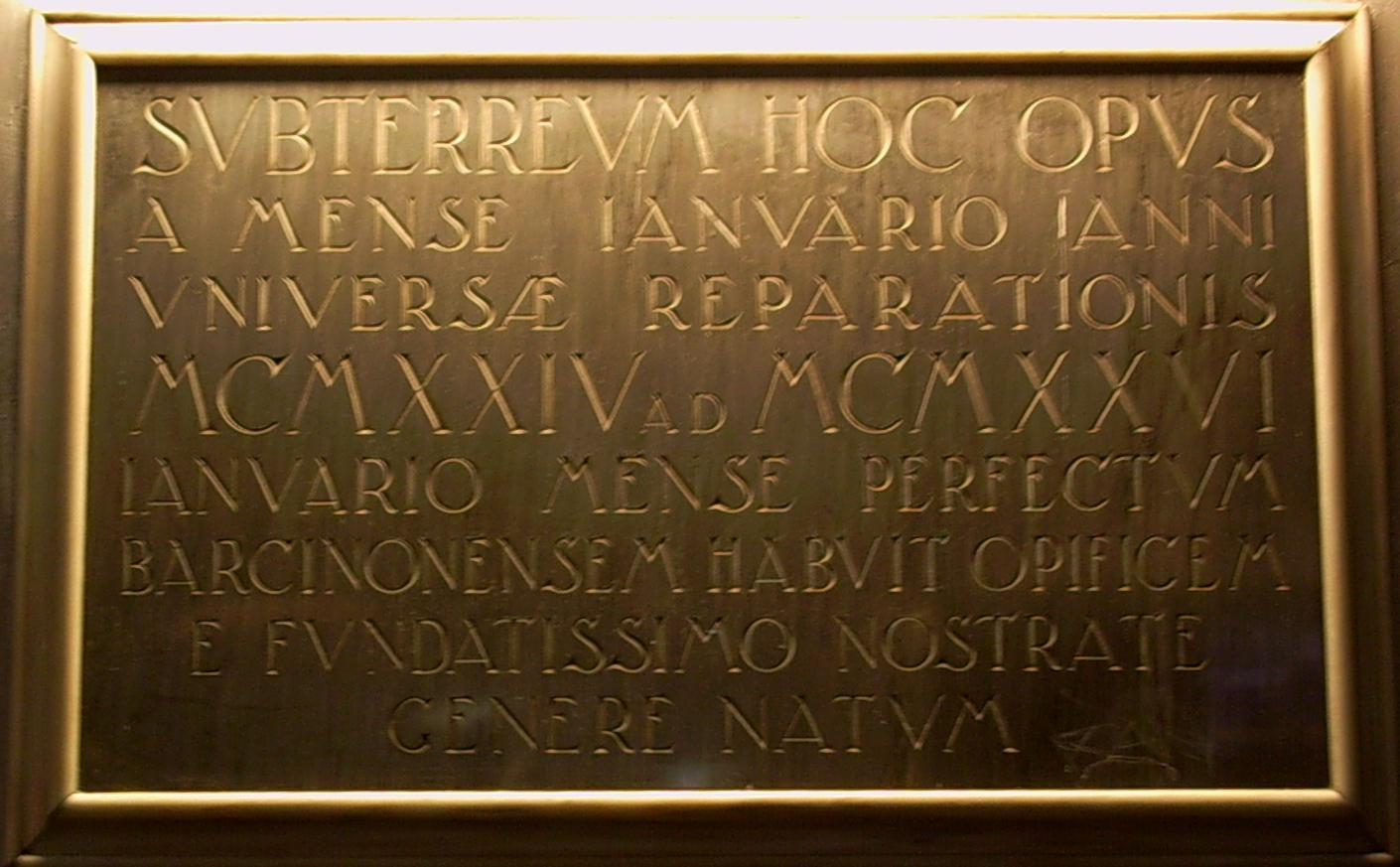
Gedenkplaat voor de bouw in de periode 1924 - 1926
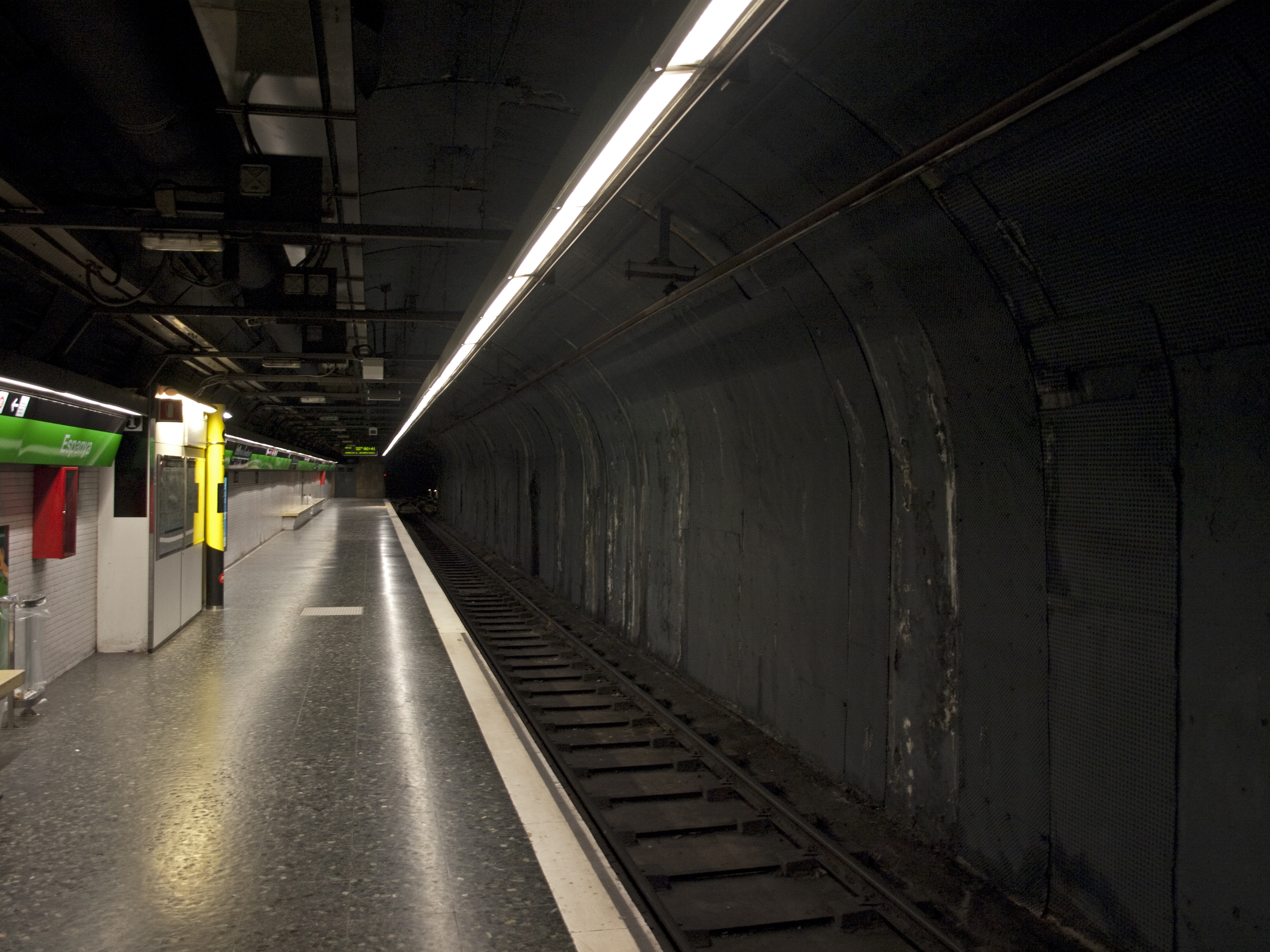
Een van de perrons aan lijn 3
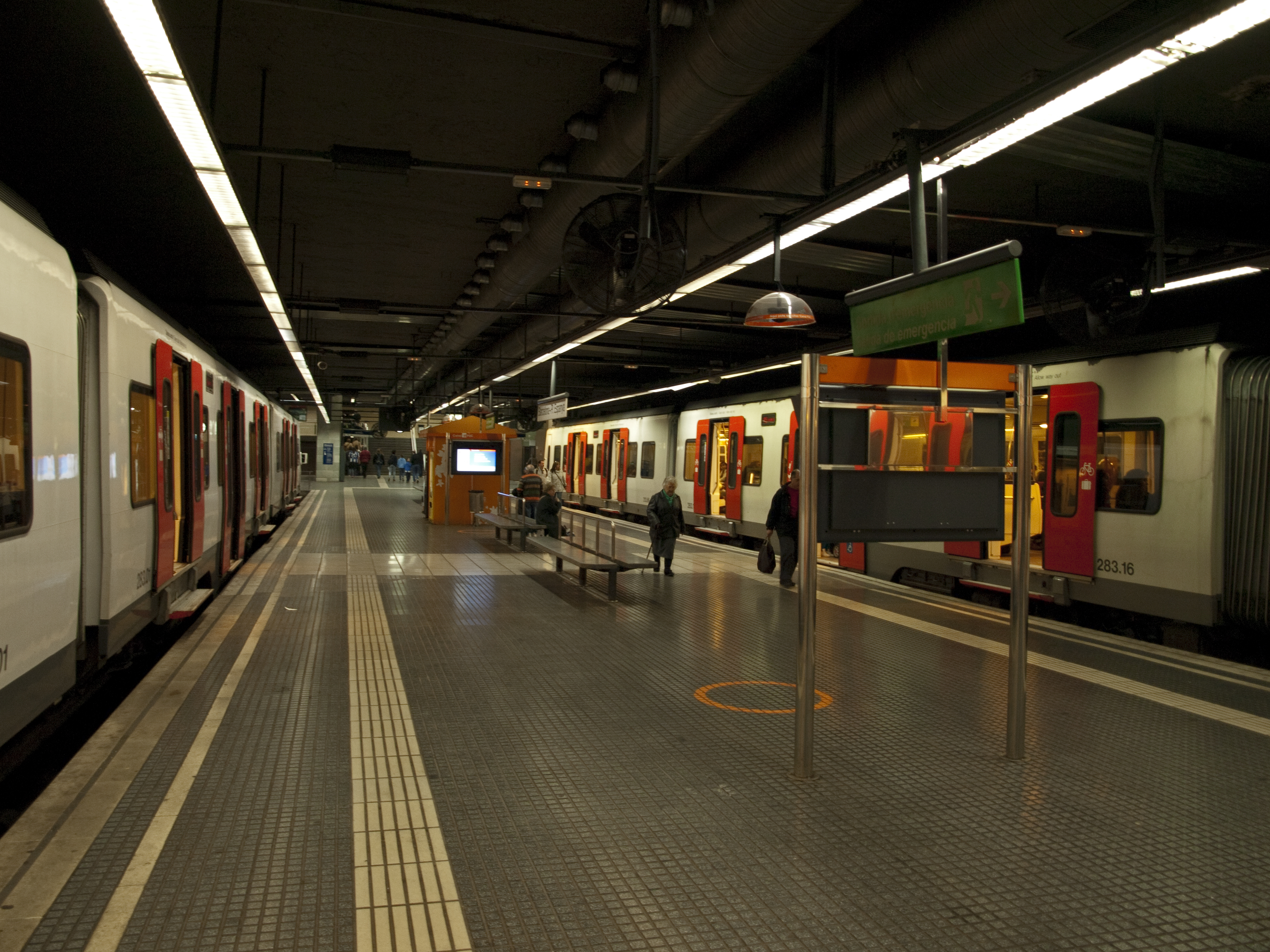
De kopsporen van het meterspoor net van FGC

Hospital de Bellvitge · Bellvitge · Av. Carrilet · Rambla Just Oliveras · Can Serra · Florida · Torrassa · Santa Eulàlia · Mercat Nou · Plaça de Sants · Hostafrancs · Espanya · Rocafort · Urgell · Universitat · Catalunya · Urquinaona · Arc de Triomf · Marina · Glòries · Clot · Navas · La Sagrera · Fabra i Puig · Sant Andreu · Torras i Bages · Trinitat Vella · Baró de Viver · Santa Coloma · Fondo
Zona Universitària · Palau Reial · Maria Cristina · Les Corts · Plaça del Centre · Sants Estació · Tarragona · Espanya · Poble Sec · Paral·lel · Drassanes · Liceu · Catalunya · Passeig de Gràcia · Diagonal · Fontana · Lesseps · Vallcarca · Penitents · Vall d'Hebron · Montbau · Mundet · Valldaura · Canyelles · Roquetes · Trinitat Nova
Barcelona - Pl. Espanya · Magòria-La Campana · Ildefons Cerdà · Europa | Fira · Gornal · Sant Josep · Avinguda Carrilet · Almeda · Cornellà-Riera · Sant Boi · Molí Nou | Ciutat Cooperativa